# Convoi (transport)
Pour les articles homonymes, voir convoi.

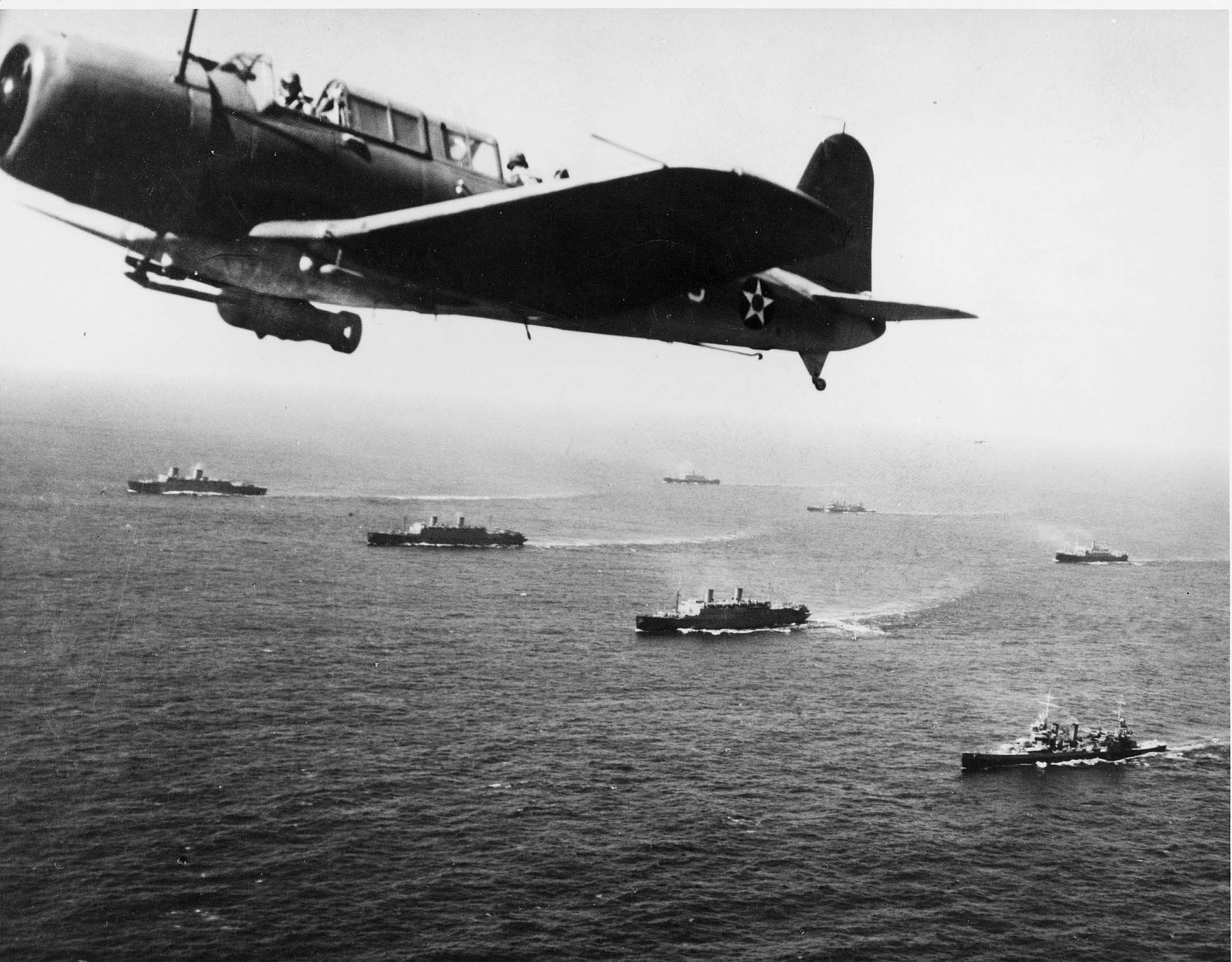
Un convoi de navires marchands protégés par des avions en direction du Cap durant la Seconde Guerre mondiale.

Un convoi est un groupe de véhicules, généralement des voitures ou des navires, voyageant ensemble afin de s'assurer soutien et protection. Généralement, le convoi est organisé avec un soutien armé défensif. Le terme peut être utilisé sans son sens militaire, par exemple, lorsque des véhicules se déplacent dans une région isolée. L'organisation des secours afin d'arriver dans une zone d'urgence majeure de manière coordonnées et permettre l'établissement d'une structure de commande opérationnelle est également un motif d'organisation de convois.

## Convoi naval

### Âge de la navigation à voile
Les convois navals sont utilisés depuis des siècles, par exemple pour la protection des navires marchands au XIIe siècle. L'usage de convois navals organisés a débuté lorsque les navires ont été divisés, progressivement, en plusieurs classes spécialisées et lorsque des marines nationales ont été établies.
Dès les guerres de la Révolution française, à la fin du XVIIIe siècle, des tactiques efficaces de convois navals avaient été développées pour repousser les pirates et les corsaires. Certains convois contenaient plusieurs centaines de navires marchands. Le système le plus durable et efficace fut celui de la flotte espagnole des Indes qui a été utilisé des années 1520 à 1790.
Lorsque les navires marchands naviguaient seul, un corsaire qui se trouvait sur sa course pouvait le capturer. Les navires se déplaçant en convoi étaient moins susceptibles d'être capturés car ils étaient difficiles à trouver et l'attaque n'était possible que si les vents étaient favorables. De plus, l'attaque ne permettait pas la capture de suffisamment de biens et la présence de quelques navires de guerre suffisait à repousser l'assaut. Du fait de cette efficacité, les assurances des navires en temps de guerre étaient moins chères pour les bateaux naviguant en convois.
Beaucoup de batailles navales durant l'âge de la navigation à voile étaient menées autour de convois, dont :
- La bataille de la baie de Matanzas en 1628 ;
- La bataille de Portland en 1653 ;
- La bataille d'Ouessant en 1781 ;
- La bataille du Dogger Bank en 1781 ;
- La bataille du 13 prairial an II (en 1794) ;
- La bataille de Poulo Aura en 1804.

À la fin des guerres napoléoniennes, la Royal Navy avait mis en place un système sophistiqué de convois pour protéger les navires marchands. Les pertes de navires voyageant hors convoi étaient si importantes qu'aucun navire marchand ne fut autorisé à naviguer sans escorte.

### Première Guerre mondiale
Au début du XXe siècle, le HMS Dreadnought changea l’équilibre des forces durant les batailles de convois. Se déplaçant plus rapidement que les navires marchands, et tirant à longue portée, un seul cuirassé pouvait détruire plusieurs navires d'un convoi avant que les autres ne s'éparpillent à l'horizon. La protection des convois a donc rendu nécessaire l'usage de cuirassés pour contrer les navires du même type, du fait d'un coût d'opportunité élevé.
Les cuirassés étaient la raison pour laquelle l'Amirauté britannique n'avait pas adopté de tactiques de convoi au début de la première bataille de l'Atlantique de la Première Guerre mondiale. Cependant, la première menace au transport maritime était les U-Boots. D'un point de vue tactique, les sous-marins de la Première Guerre mondiale se comportaient de manière similaire aux corsaires, c'est-à-dire qu'ils étaient à peine plus rapides que les navires marchands qu'ils attaquaient et n'étaient capables de couler qu'un petit nombre de navires d'un convoi du fait de leur réserve limitée de torpilles et de carburant. L'Amirauté prit du temps à répondre à ce changement de position tactique et, en avril 1917, des convois furent testés avant d'être officiellement réintroduits dans l'Atlantique en septembre 1917. D'autres arguments contre les convois furent alors soulevés. Le premier concernait une perte de productivité car tous les navires marchands devaient voyager à la vitesse du navire le plus lent du convoi et dépensaient beaucoup de temps à attendre dans le port le départ du convoi. De plus, de grands convois surchargeaient les capacités des ports. Les analyses actuelles des pertes durant la Première Guerre mondiale rejettent ces arguments, du moins lorsqu'ils sont appliqués aux transports transatlantiques et aux échanges longues distances. Les navires voyageant en convoi étaient moins susceptibles d'être coulés et même lorsqu'ils ne bénéficiaient pas d'escorte militaire. La perte de productivité du fait des délais créés par le convoi était faible en comparaison de la perte de productivité causée par la perte d'un navire. Enfin, les ports pouvaient facilement gérer les convois car ceux-ci étaient prévus et arrivaient généralement à l'heure, permettant ainsi de prévoir les espaces de chargement et de déchargement.
Dans son ouvrage On the Psychology of Military Incompetence, Norman Dixon suggéra que l'hostilité de la marine envers les convois avait pour principale raison la perception (subconsciente) d'un caractère efféminé puisque les navires de guerre devaient protéger les navires marchands civils.

### Seconde Guerre mondiale

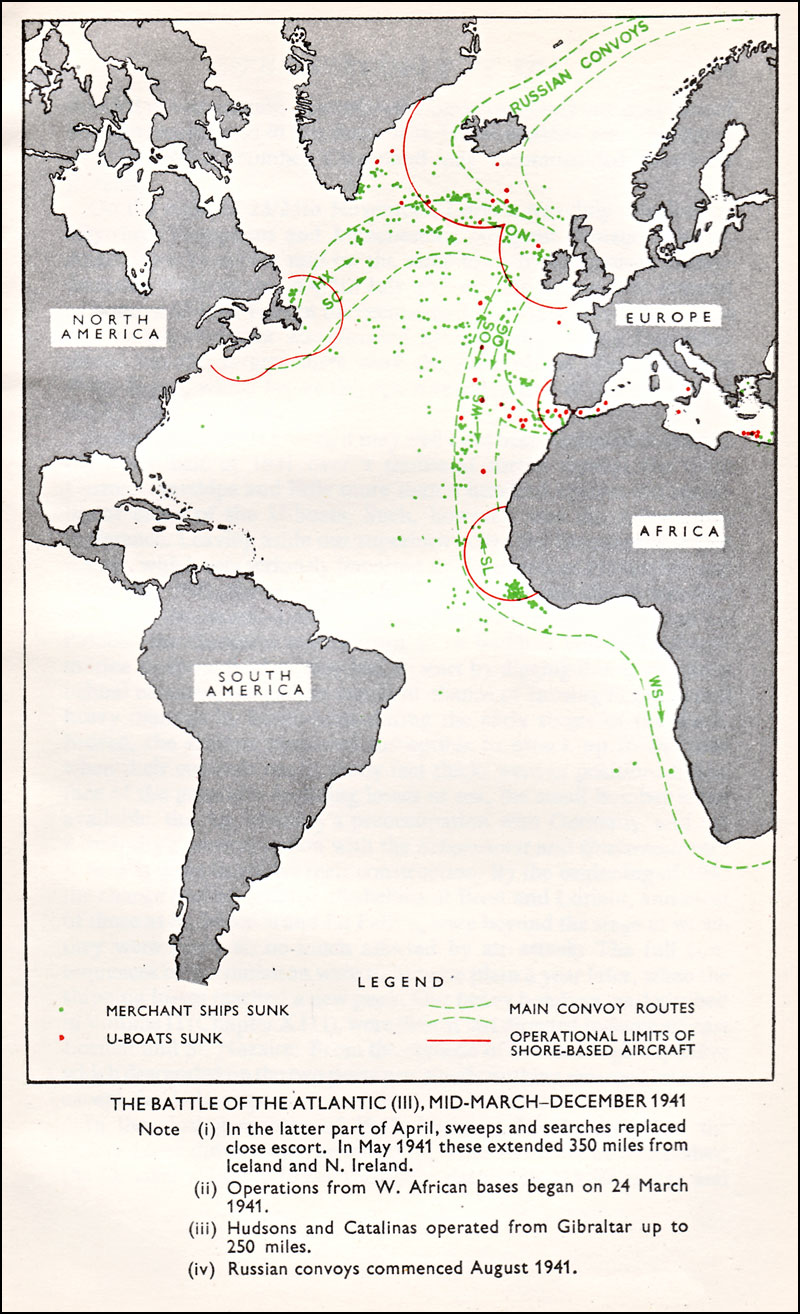
Routes des convois en 1941.

#### Atlantique
Les Britanniques adoptèrent un système de convoi, à l'origine volontaire puis obligatoire, pour tous les navires marchands au début de la Seconde Guerre mondiale. Chaque convoi se composait de trente à soixante-dix navires marchands non armés. Les ressources canadiennes et américaines étaient vitales pour l'effort de guerre britannique. La bataille de l'Atlantique était une lutte acharnée entre les Allemands, qui avaient développé d'importantes tactiques anti-convoi, et les Alliés, qui avaient développé des contre-tactiques visant à les repousser.
La capacité des navires de guerre lourdement armés contre un convoi a été dramatiquement illustrée par le convoi HX 84. Le 5 novembre 1940, le croiseur lourd allemand Admiral Scheer rencontra le convoi et coula le Maiden, le Trewellard, le Kenbame Head, le Beaverford, et le Fresno tandis que d'autres navires furent endommagés. Seul le sacrifice du croiseur marchand armé Jervis Bay et la tombée de la nuit permit au reste du convoi de s'échapper.
L'aspect dissuasif des navires de combat dans la protection des convois fut aussi illustré quand les croiseurs de bataille allemands Scharnhorst et Gneisenau, ayant des canons de 28 cm, croisèrent un convoi britannique le 8 février 1941. Le convoi (HX 106), composé de 41 navires, se trouvait dans l'Atlantique nord et se dirigeait vers l'est. Quand les Allemands détectèrent le HMS Ramillies se déplaçant lentement mais bien protégé, ils s'éloignèrent du fait des dommages qu'ils auraient eus.
Le nombre important de navires impliqués et la fréquence des engagements impliquaient que des techniques statistiques pouvaient être utilisées pour évaluer les différentes tactiques (recherche opérationnelle).
Avant de s'engager dans la guerre, les États-Unis s'étaient activement engagés dans des convois avec les Britanniques au nord de l'océan Atlantique, principalement afin de soutenir les activités britanniques en Islande. Ceci fut discuté dans les travaux de 1944 de John T. Flynn The Truth About Pearl Harbor.
Après que l'Allemagne eut déclaré la guerre aux États-Unis, la marine américaine décida de ne pas préparer de convois sur la façade maritime est des États-Unis. L'amiral américain Ernest King ignora les recommandations britanniques à ce sujet car il avait une mauvaise opinion de la Royal Navy. En conséquence, l'opération Paukenschlag fut lancée, qualifiée de « saison de chasse américaine », et ne prit fin qu'à l'introduction des convois.

#### Arctique
Parmi les batailles notables durant des convois de l'Arctique se trouvent :
- le Convoi PQ 16, mai 1942 ;
- le Convoi PQ 17, juin-juillet 1942 ;
- et le Convoi PQ 18, septembre 1942.

Le préfixe du convoi indique sa route, ainsi « PQ » désigne un convoi entre l'Islande et le nord de la Russie tandis que « QP » désigne le chemin inverse.

#### Pacifique
Sur le théâtre du Pacifique de la Seconde Guerre mondiale, les navires marchands japonais voyagent rarement en convois. Les destroyers japonais étaient généralement déficients en matière d'armement anti-sous-marin par rapport à leurs homologues alliés, et la marine japonaise n'a développé une escorte de convoi peu coûteuse comme l'escorte de destroyers/frégates des Alliés que lorsqu'il était trop tard. Au début du conflit, les sous-marins américains dans le Pacifique étaient inefficaces car ils souffraient de tactiques timides, de torpilles défectueuses et d'un mauvais déploiement, tandis que les bateaux britanniques et néerlandais n'étaient que peu nombreux. Les efforts de l'amiral américain Charles A. Lockwood, conjugués aux plaintes énergiques de ses capitaines, ont permis de rectifier ces problèmes et les sous-marins américains sont devenus beaucoup plus performants à la fin de la guerre. En conséquence, la flotte marchande japonaise a été largement détruite à la fin de la guerre. Les sous-marins japonais, contrairement à leurs équivalents américains et allemands, se sont concentrés sur les flottes de combat américaines plutôt que sur les convois marchands, et bien qu'ils aient réussi à remporter quelques succès précoces, en coulant deux porte-avions américains, ils n'ont pas réussi à entraver de manière significative les convois d'invasion transportant des troupes et du matériel pour soutenir la campagne américaine de conquête des îles.
Plusieurs batailles notables dans le Pacifique Sud ont impliqué des bombardiers alliés interdisant des convois de navires de troupes japonais qui étaient souvent défendus par des chasseurs japonais, notamment Guadalcanal (13 novembre 1942), Rabaul (5 janvier 1943) et la bataille de la mer de Bismarck (2-4 mars 1943).
Lors de la bataille de Samar, l'efficacité des escortes de l'U.S. Navy a été démontrée lorsqu'elles ont réussi à défendre leur convoi de troupes contre une flotte de combat japonaise beaucoup plus importante et plus puissante. La force japonaise comprenait quatre cuirassés et de nombreux croiseurs lourds, tandis que la force américaine était constituée de porte-avions d'escorte, de destroyers et de destroyers d'escorte. Le grand nombre d'avions américains (bien qu'ils n'aient pas beaucoup de munitions antinavires autres que des torpilles) et les tactiques agressives des destroyers (avec leurs tirs dirigés par radar) ont permis aux États-Unis de couler trois croiseurs lourds japonais au prix d'un porte-avions d'escorte et de trois destroyers.

#### Batailles notables durant des convois
Durant la Seconde Guerre mondiale, plusieurs batailles ont eu lieu durant des convois, notamment :
- Convoi PQ 16, ]mai 1942
- Convoi PQ 17, juin-juillet 1942
- Convoi PQ 18, septembre 1942
- L'opération Pedestal, août 1942 ;
- La bataille navale de Guadalcanal, novembre 1942 ;
- La bataille de la mer de Barents, décembre 1942 ;
- La bataille de la mer de Bismarck, mars 1943.

### Depuis 1945

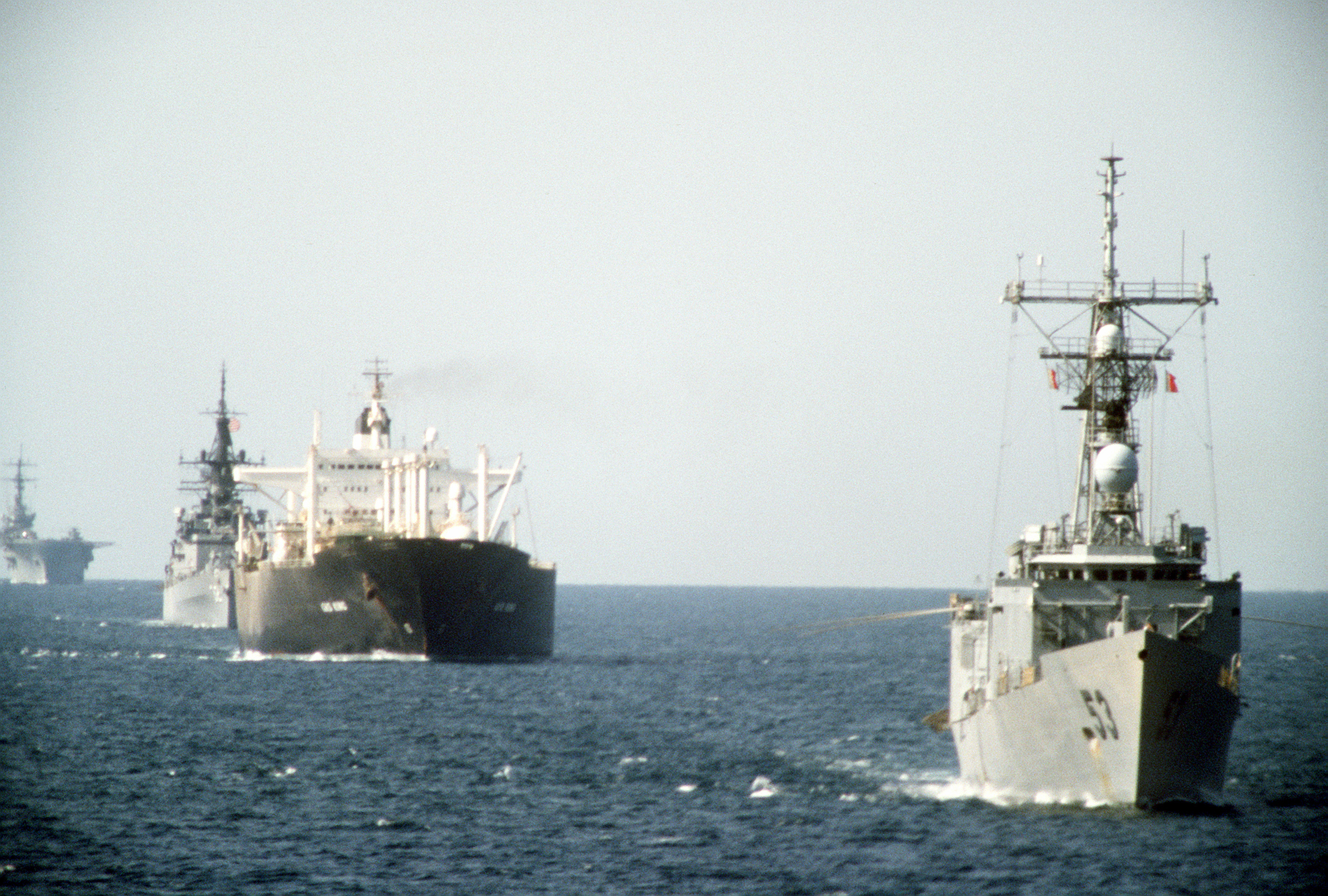
Un navire de guerre américain escorte le Gas King en 1987.

Le plus grand convoi depuis la Seconde Guerre mondiale fut l'Opération Earnest Will durant la guerre Iran-Irak. Pendant ce conflit, en 1987 et 1988, la marine américaine escorta des navires-citernes koweïtiens dans le golfe Persique.
Depuis 2008, l'Opération Atalante de l'Union européenne, mais aussi d'autres pays, ont mené une action concertée face à la montée de la piraterie au large des côtes de Somalie afin d'empêcher la capture de navires de transports civils non armés qui auraient été des cibles faciles s'ils avaient voyagé seuls.

## Convoi ferroviaire
Les convois ferroviaires militaires sont organisées par les unités du train militaire.

## Sources
- (en) Cet article est partiellement ou en totalité issu de l’article de Wikipédia en anglais intitulé « Convoy » (voir la liste des auteurs).